# Lago Mickow
El lago Mickow (en alemán: Mickowsee) es un lago situado en el distrito de Ludwigslust-Parchim, en el estado de Mecklemburgo-Pomerania Occidental (Alemania), a una altitud de 15.3 metros; tiene un área de 61 hectáreas.